# Primo Zamparini
Primo Zamparini (n. 9 februarie 1939, Fabriano, Marche, Regatul Italiei – d. 21 august 2024, Fabriano, Marche, Italia) a fost un boxer ce a reprezentat Italia, medaliat olimpic. A participat la 1 ediție a Jocurilor Olimpice (1960) în care a câștigat 1 medalie de argint.

## Participări
Lista de mai jos prezintă principalele competiții la care a participat Primo Zamparini de-a lungul carierei.
- boxing at the 1960 Summer Olympics – bantamweight[*]